# Station Roosendaal

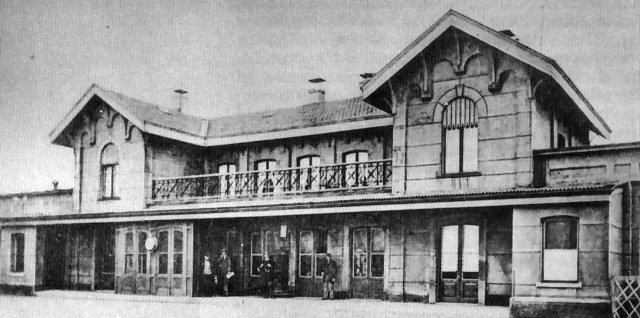
Stationsgebouw rond 1900

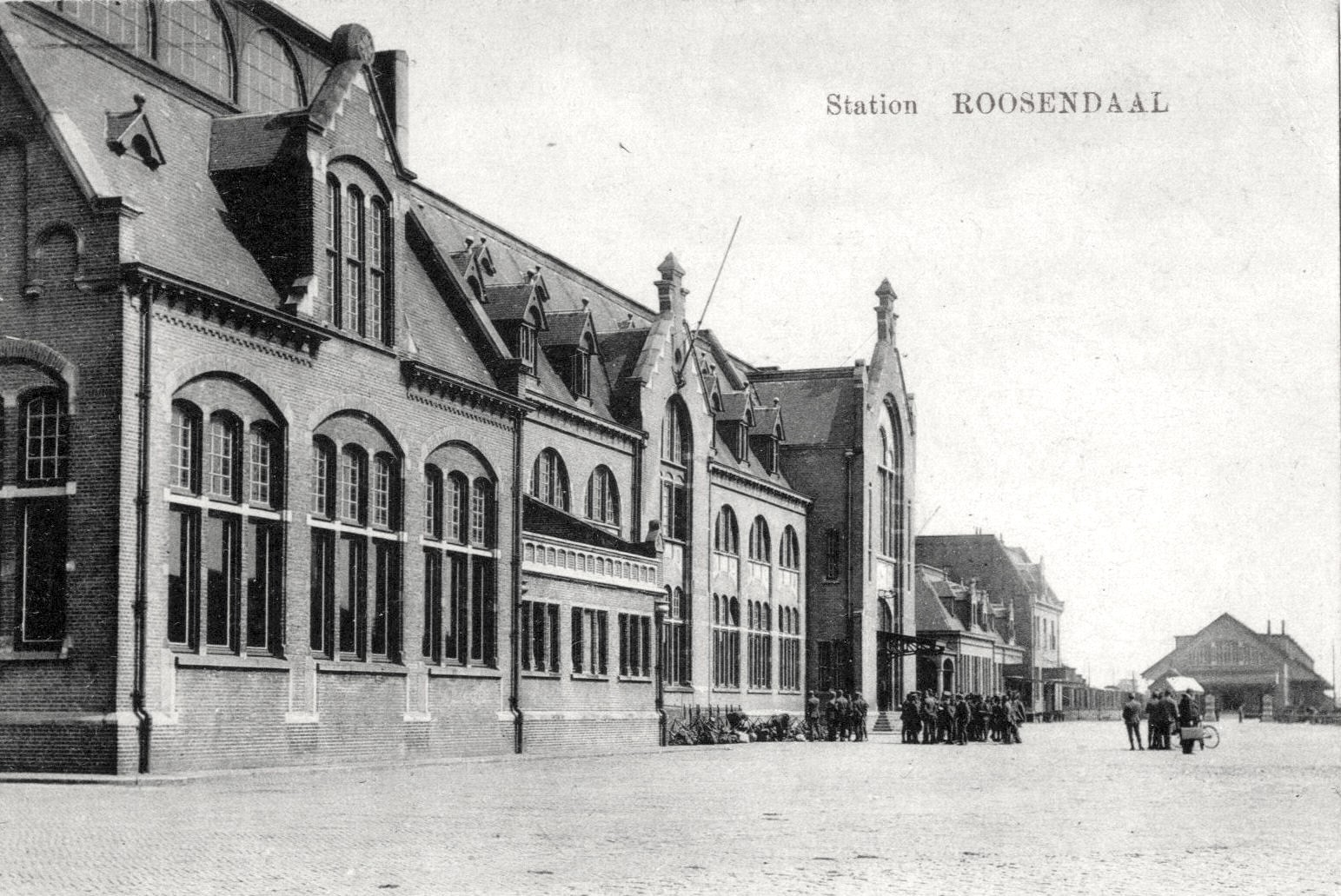
Station Roosendaal; circa 1905. Collectie van het Utrechts Archief.

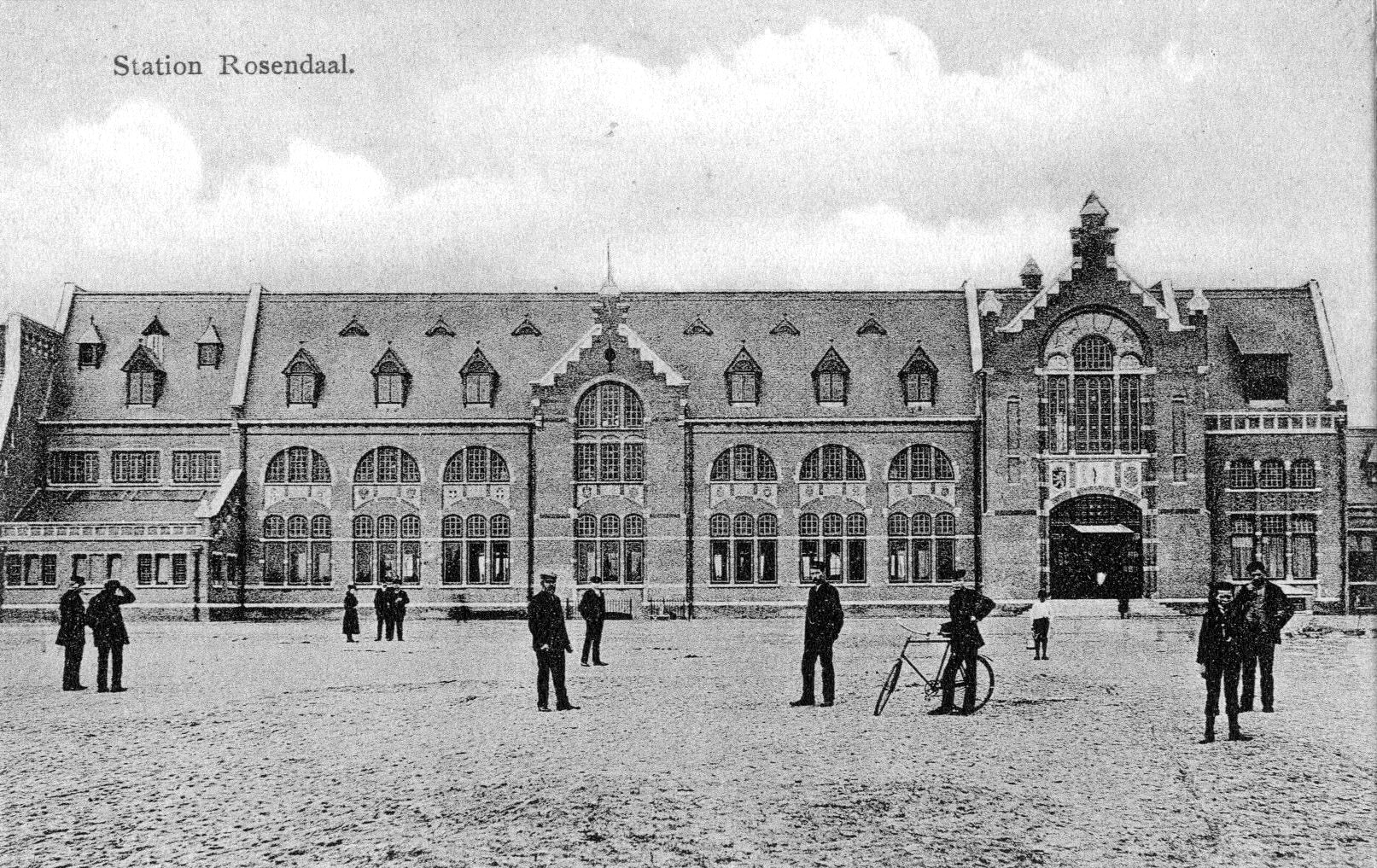
Station Rosendaal; circa 1905. Collectie van het Utrechts Archief.

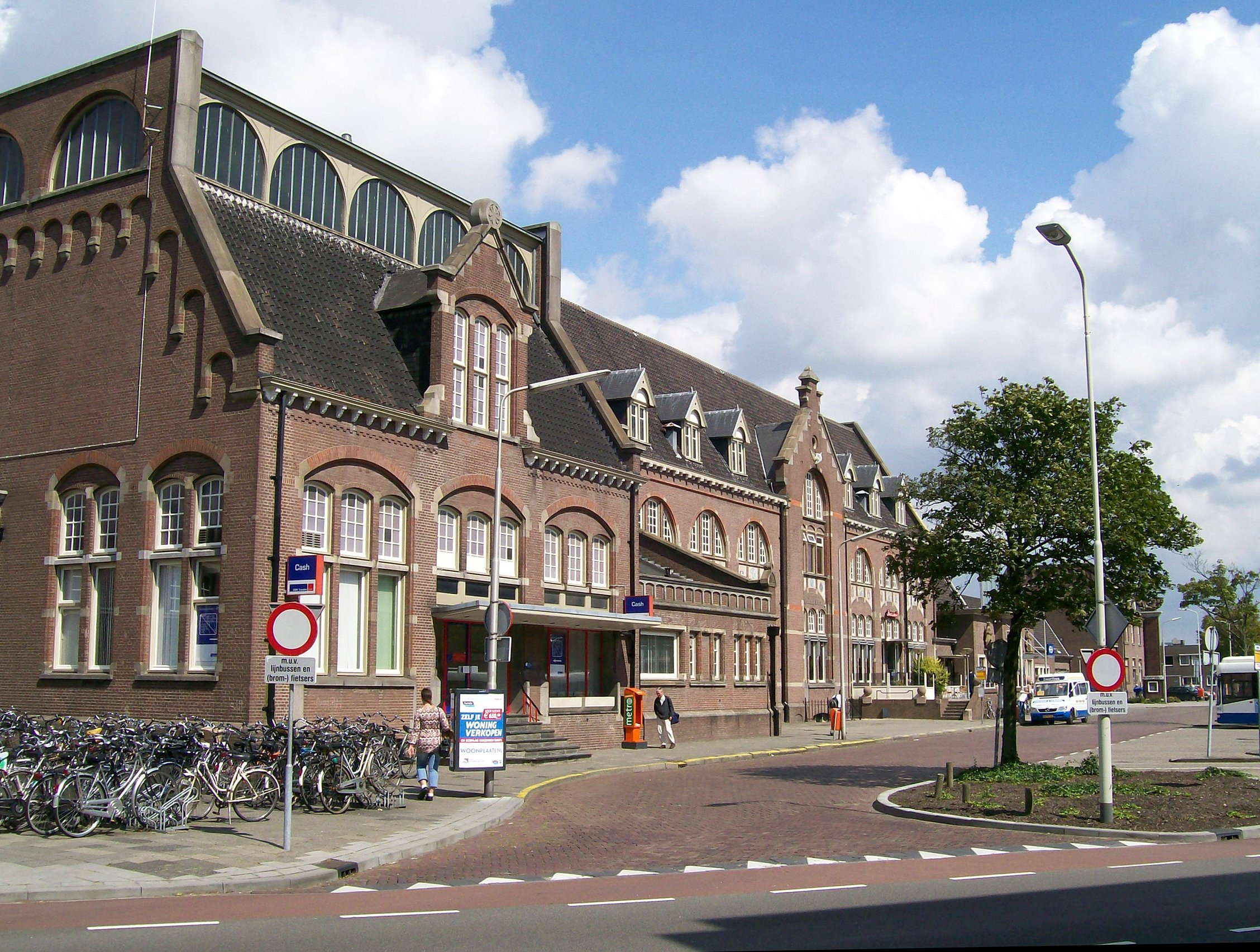
Stationsgebouw; 2007.

Station Roosendaal is een spoorwegstation in Roosendaal. Het station ligt aan de spoorlijnen Antwerpen - Lage Zwaluwe, Roosendaal - Breda en Roosendaal - Vlissingen.

## Geschiedenis
Station Roosendaal werd geopend met de ingebruikname van de spoorlijn Antwerpen – Lage Zwaluwe op 23 juni 1854. Het was zo eerder met België verbonden dan met de toen bestaande spoorlijnen in Nederland.
Op 3 mei 1855 werden de verbindingen naar Breda en naar Moerdijk geopend (in 1872 verlengd naar Dordrecht – Rotterdam). Roosendaal behoorde buiten de steden in het westen en midden van Nederland tot de eerste plaatsen die een spoorverbinding kregen en was de eerste stad van Noord-Brabant met een station.
In 1863 kwam de verbinding met Bergen op Zoom tot stand, in 1868-1872 werd de Zeeuwse Lijn verlengd naar Vlissingen. Het eerste stationsgebouw van Roosendaal was verwant aan de nog bestaande stations van Oudenbosch en Zevenbergen, en lag op het westelijke uiteinde van de Vughtstraat. In 1866 en 1887 werd het met zijvleugels vergroot.
In 1907 werd het station naar het noordoosten verplaatst, ter hoogte van de Brugstraat. Het stationsgebouw werd hierbij vervangen door het huidige, naar een ontwerp van Daniël Knuttel en George van Heukelom. Knuttel liet zich voor het gevelontwerp inspireren door de Keizerpalts in Goslar. In het stationsgebouw 
bevonden zich vier wachtkamers waarvan één koninklijke wachtkamer en een visitatiehal die via een lange passage met elkaar waren verbonden. Naast het stationsgebouw werden in 1907 een locomotievenloods, een seinhuis, een seinbrug en de douaneloods gebouwd. De locomotievenloods bestaat nog als beschermd monument.
In de Tweede Wereldoorlog bevond zich bovenop het stationsgebouw een geschutskoepel. Op de zolder is nog een wandtekening te vinden van het geschut die door de Duitse militairen destijds is aangebracht. Zij verbleven op zolder zodat bij een luchtaanval ze direct het dak op konden naar hun afweergeschut. Op 14 september 1944 sloeg het noodlot toe voor het stationsgebouw en is bij een bombardement de volledige stationshal en een deel van de oostvleugel verwoest. 
Na de oorlog in 1949 werd ervoor gekozen om de stationshal niet te herbouwen naar oorspronkelijk beeld, maar is onder leiding van architect Sybold van Ravesteyn een nieuwe kleinere stationshal gebouwd als entree voor de nog overgebleven delen van het stationsgebouw.
Vanaf het begin is het station van Roosendaal een belangrijk grensstation tussen Nederland en België. Sinds de opening van de lijnen naar Rotterdam en Vlissingen is Roosendaal een spoorwegknooppunt in het zuidwesten van Nederland. Van hieruit rijden treinen in de richtingen Rotterdam – Amsterdam, Bergen op Zoom – Vlissingen, Antwerpen – Brussel en Breda – 's-Hertogenbosch – Arnhem.
Sinds de HSL-Zuid eind 2012 volledig in gebruik kwam heeft Roosendaal als grensstation aan belang ingeboet. Eens per uur vertrekt er een stoptrein naar Antwerpen-Centraal en tot 9 april 2018 reed er een Beneluxtrein per uur. Voor reizigers uit Zeeland en het westelijkste deel van Brabant is de nieuwe route van de Beneluxtrein via Breda een omweg. In de meeste gevallen zijn mensen sneller met de stoptrein.
Deze treindiensten zijn een alternatief voor de hogesnelheidstreinen, zoals Eurostar, die duurder zijn en reservering vereisen. Tevens blijft Roosendaal van belang als overstappunt voor het internationaal verkeer van België naar Zeeland/West-Brabant en vice versa.

## OV-chipkaart
Dit station is afgesloten met OVC-poorten. Om internationale reizigers die hier overstappen de gelegenheid te geven om in of uit te checken zijn er OVC palen op het middenperron aanwezig. Reizigers met doorgaande internationale vervoersbewijzen hebben in Roosendaal geen in- of uitcheck verplichtingen. Sommige reizigers kiezen er echter op te knippen in een Nederlands deel (met OVC) en een internationaal vervoersbewijs vanaf/tot Roosendaal. De Belgische nationale vervoersbewijzen geldig tot Roosendaal hebben een barcode om de poorten te openen. Er staat een Belgische NMBS-verkoopautomaat in het station zodat reizigers vervoersbewijzen naar alle stations in België kunnen kopen (tot Antwerpen is er een goedkoper grenstarief).

## Verbindingen
Op het station stoppen in dienstregeling 2025 de volgende treinseries:
| Serie     | Treinsoort                          | Route | Bijzonderheden |
| --------- | ----------------------------------- | --- | --- |
| 450       | European Sleeper (European Sleeper) | Brussel-Zuid – Antwerpen-Centraal – Roosendaal – Rotterdam Centraal – Den Haag HS – Schiphol Airport – Amsterdam Centraal – Amersfoort Centraal – Deventer – Bad Bentheim – Berlin Hbf – Dresden Hbf – Praha hl.n. | Stopt 2-3x per week. Stopt richting Brussel niet op Schiphol Airport en Den Haag HS. |
| 2200      | Intercity (NS)                      | Amsterdam Centraal – Amsterdam Sloterdijk – Haarlem – Leiden Centraal – Den Haag HS – Delft – Schiedam Centrum – Rotterdam Centraal – Dordrecht – Roosendaal – Vlissingen                                          | Rijdt op weekdagen overdag 1x/uur en vormt een halfuurdienst met series 2300 (tussen Amsterdam Centraal en Roosendaal) en 6500 (tussen Roosendaal en Vlissingen). 's Avonds en in het weekend rijdt deze serie 2x/uur. |
| 2300      | Intercity (NS)                      | Amsterdam Centraal – Amsterdam Sloterdijk – Haarlem – Leiden Centraal – Den Haag HS – Delft – Schiedam Centrum – Rotterdam Centraal – Dordrecht – Roosendaal – Vlissingen                                          | Rijdt alleen op weekdagen overdag en rijdt 1x/uur. Vormt tussen Amsterdam Centraal en Roosendaal een halfuursdienst met serie 2200. 's Avonds en in het weekend rijdt serie 2200 2x/uur.                               |
| S 32 2550 | S-trein Antwerpen (NMBS)            | Puurs – Antwerpen-Centraal – Essen – Roosendaal | |
| 3600      | Intercity (NS)                      | Roosendaal – Breda – Tilburg – 's-Hertogenbosch – Nijmegen – Arnhem Centraal – Dieren – Zutphen – Deventer – Zwolle                                                                                                | |
| 5900      | Sprinter (NS)                       | Dordrecht – Roosendaal | Rijdt na 20:00 uur en in het weekend 1x/uur. |
| 6500      | Sprinter (NS)                       | Roosendaal – Bergen op Zoom – Goes – Middelburg – Vlissingen | Rijdt doordeweeks 1x per uur. Rijdt niet 's avonds en in het weekend. |

Na 22:00 uur rijdt de Intercity richting Zwolle (3600-serie) niet verder dan Arnhem Centraal. De laatste trein rijdt zelfs niet verder dan 's-Hertogenbosch.

## Omgeving
Er is voor het spoorstation een busstation en fietsstallingen. De vroegere stationsrestauratie is vervangen door fastfoodketens zonder zitplaatsen, inclusief winkels van NS Stations Retailbedrijf. Er is aan de zuidkant van het emplacement een voetgangersbrug gebouwd die de stad Roosendaal rechtstreeks toegang geeft tot het Stadion De Luiten.

## Afbeeldingen

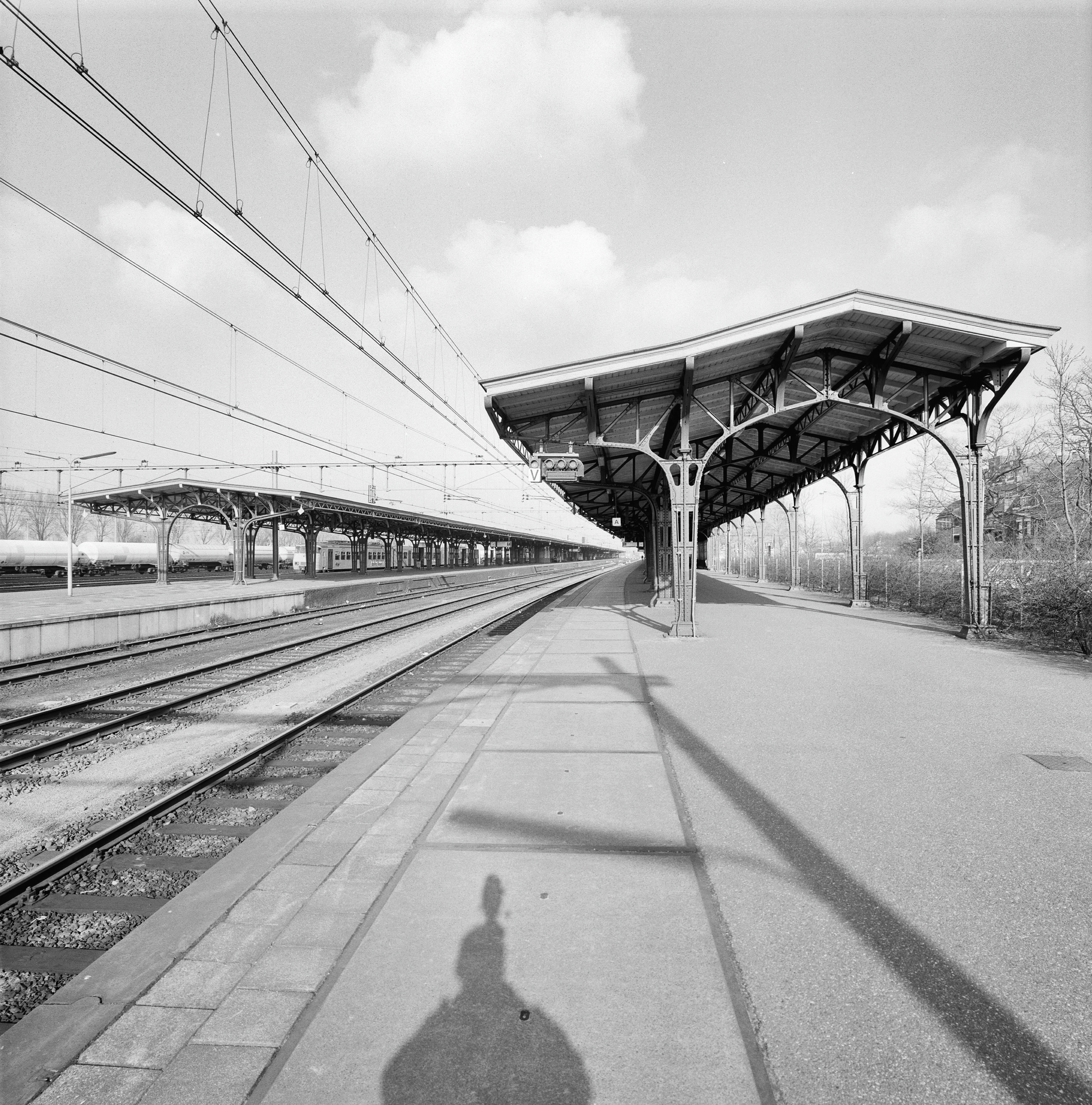
Station Roosendaal, overzicht perrons; 1 februari 1993.
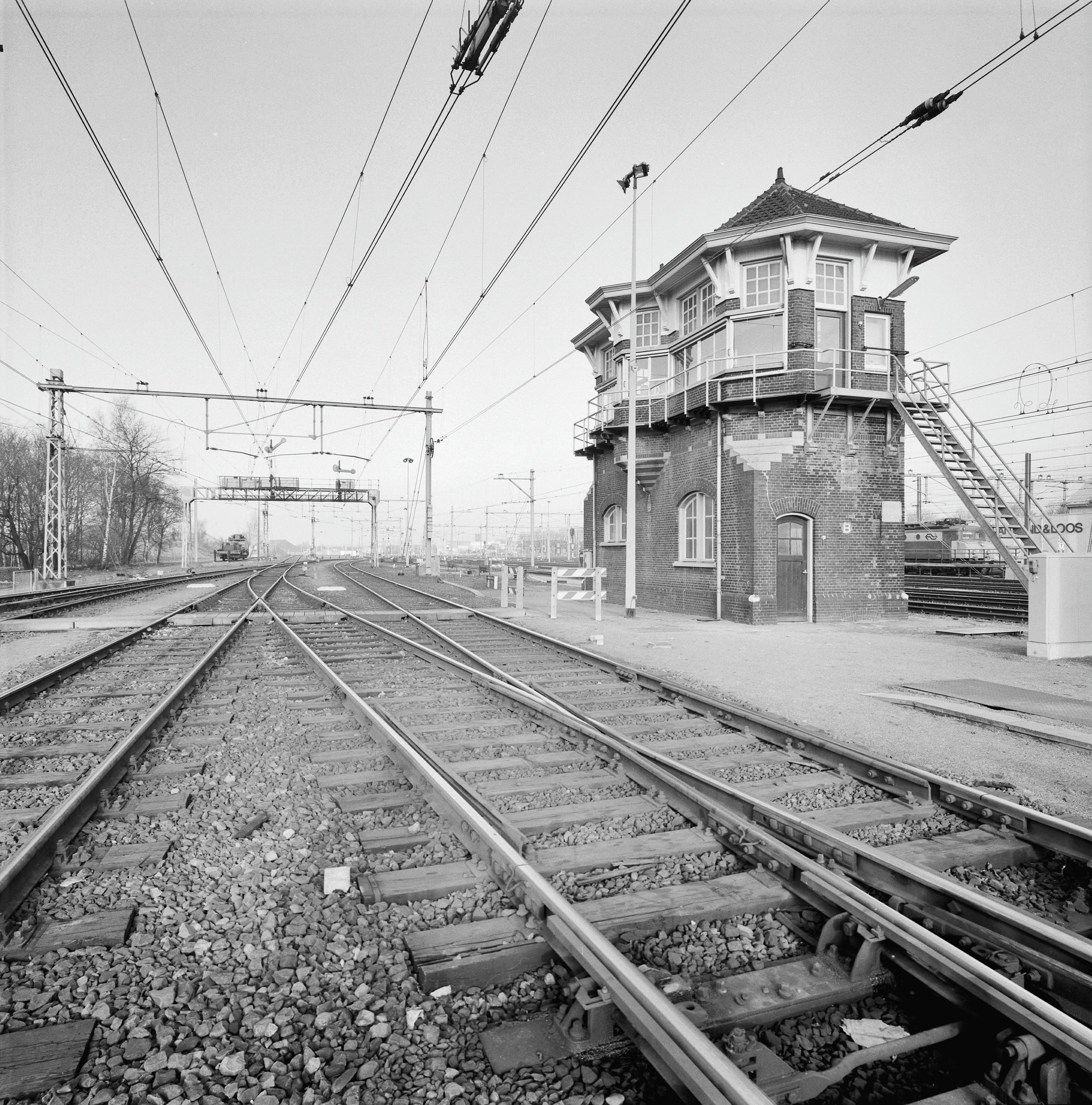
Seinhuis Station Roosendaal; 1 februari 1993.
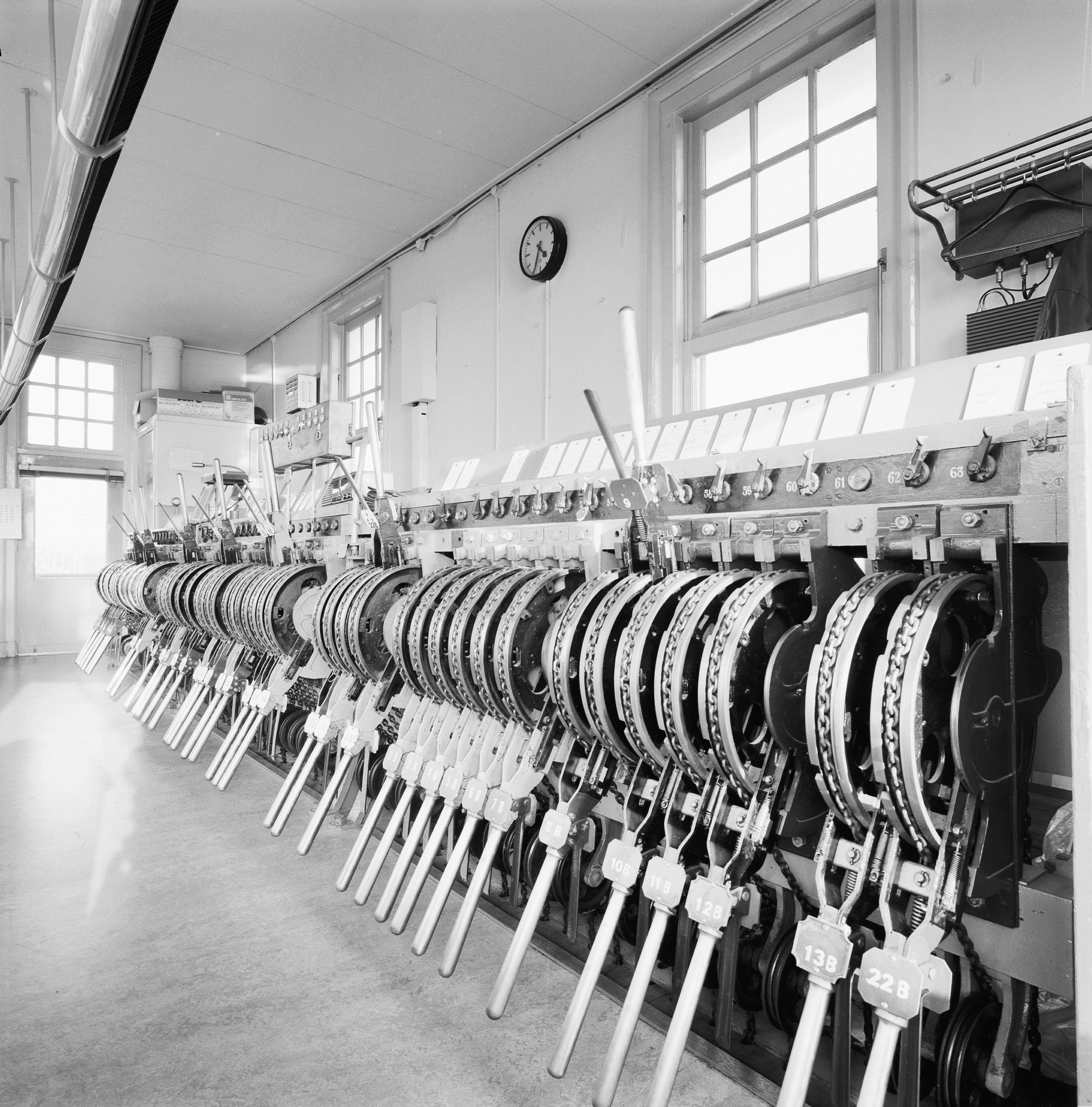
Interieur Seinhuis Station Roosendaal; 1 februari 1993.
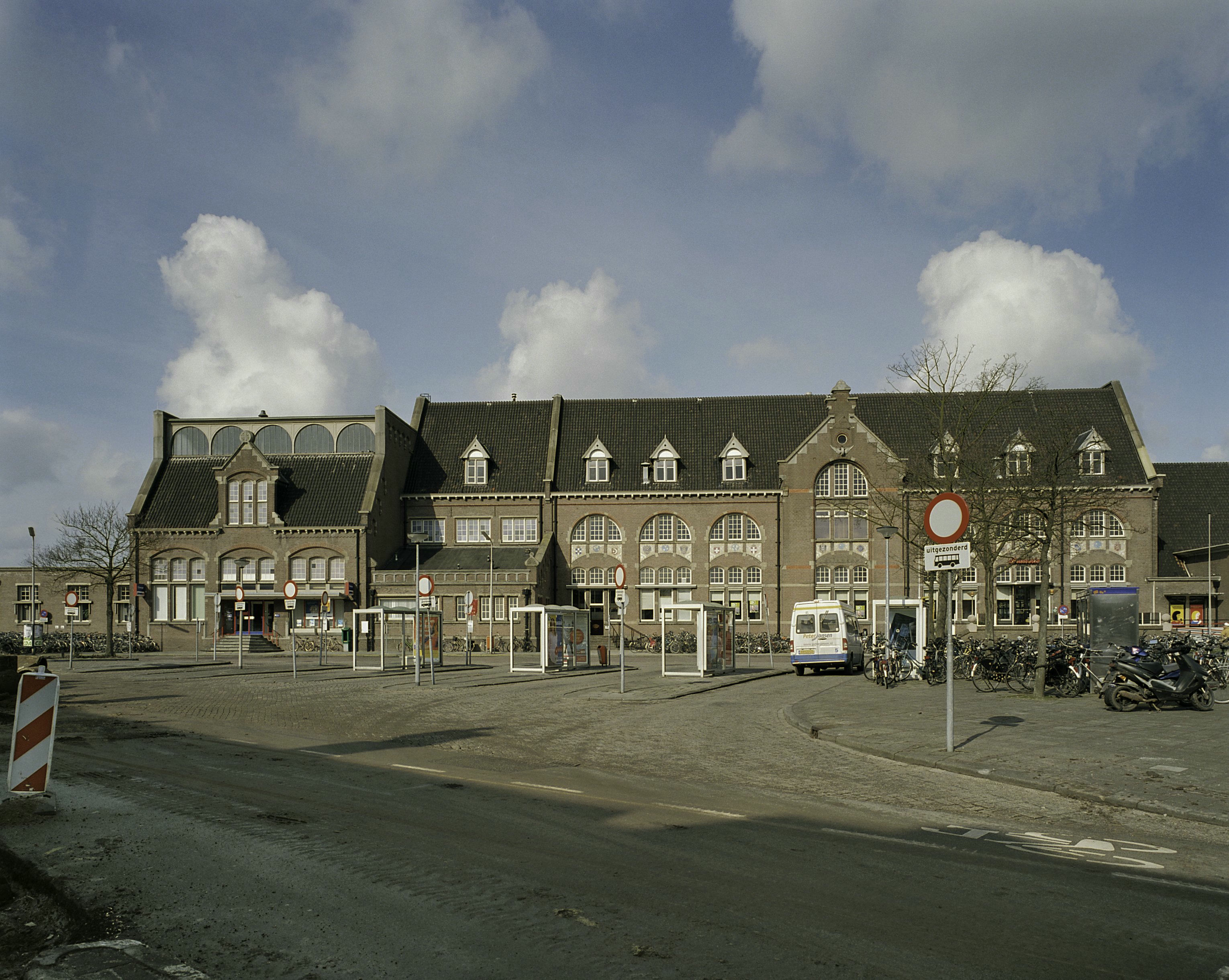
Voorzijde Station Roosendaal in combinatie met het busstation; 2006.
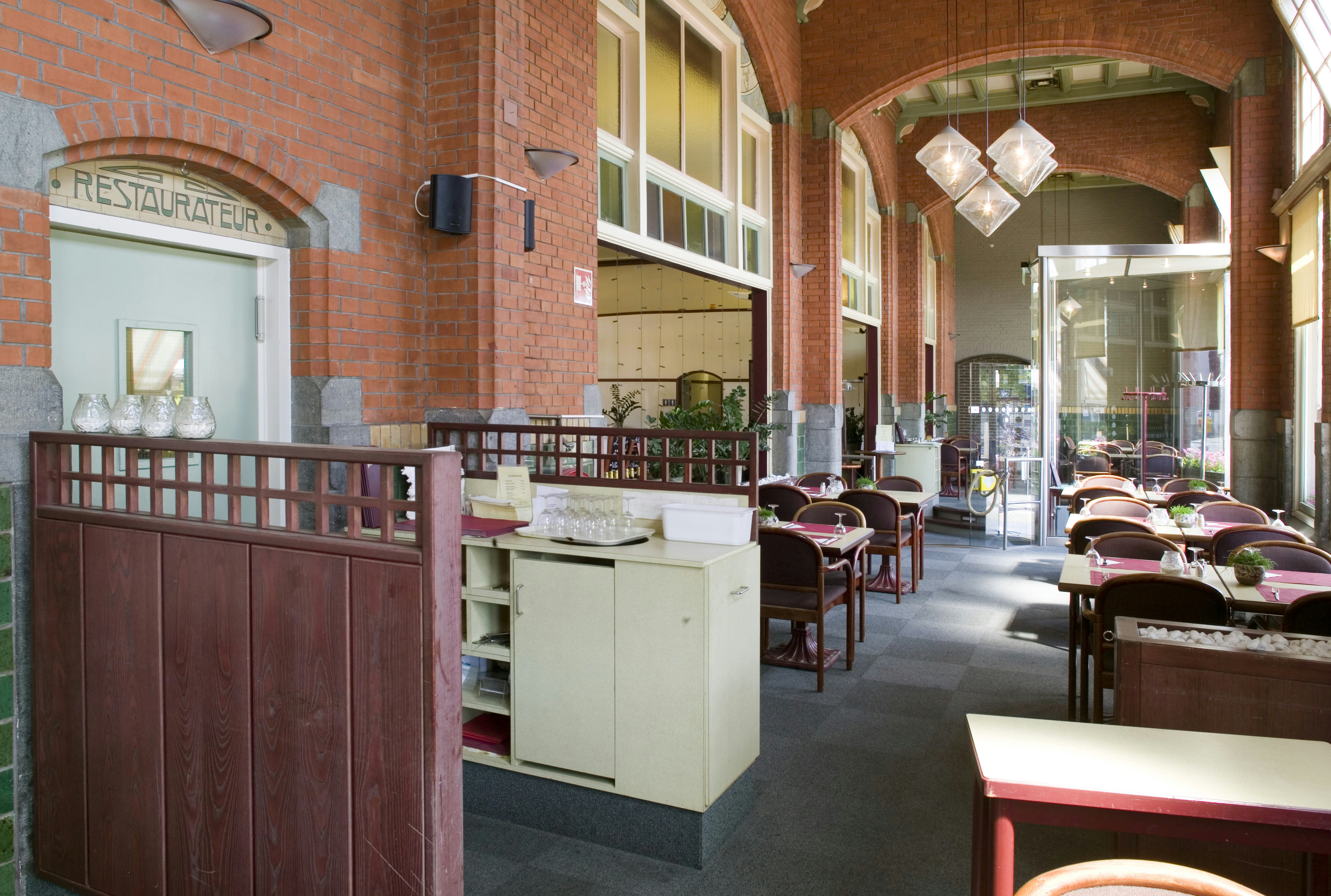
Interieur Station Roosendaal, stationsrestauratie; 2006.
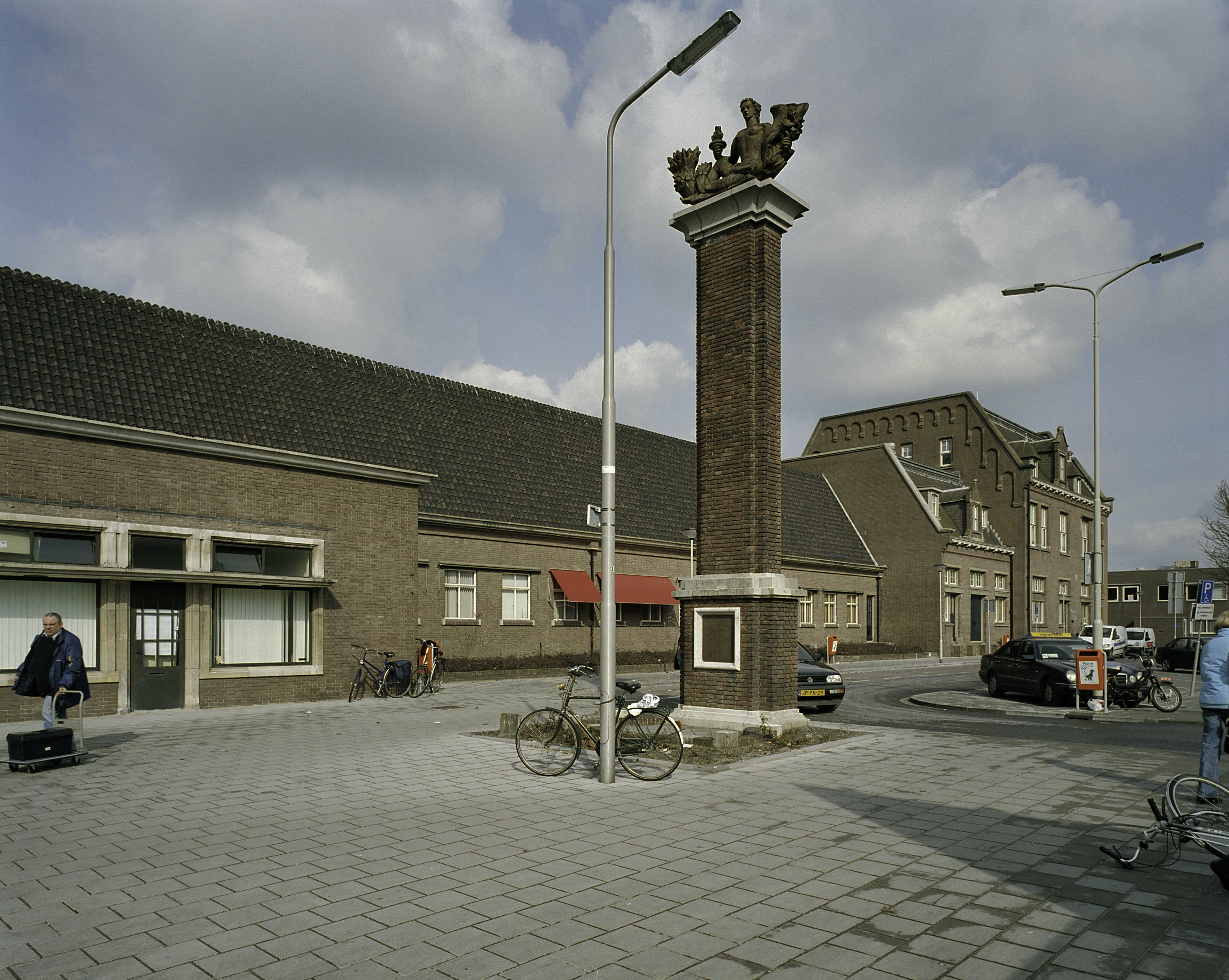
Achterzijde Station Roosendaal met borstbeeld op pilaar; 2006.
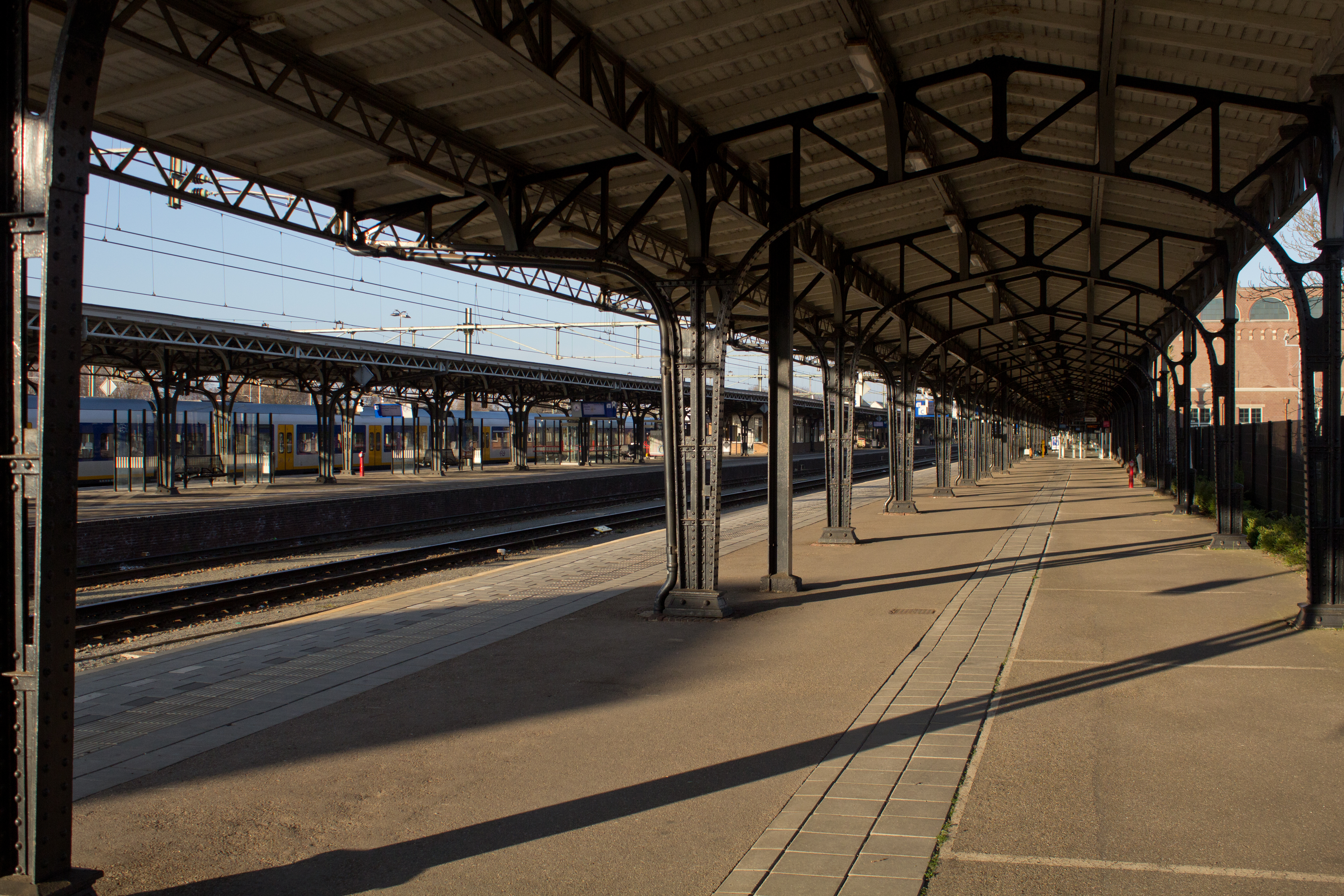
Station Roosendaal, Perron 1; 16 maart 2014.

## Ontwikkeling aantal reizigers
Het aantal door NS vervoerde reizigers (per gemiddelde werkdag) ontwikkelde zich sedert 2019 als volgt:
| Jaar | Aantal reizigers |
| ---- | ---------------- |
| 2019 | 15.131           |
| 2020 | 7.280            |
| 2021 | 8.245            |
| 2022 | 11.213           |
| 2023 | 12.275           |
| 2024 | 11.359           |

0,0: Antwerpen-Centraal ·
2,3: Antwerpen-Oost ·
3,4: Borgerhout ·
5,8: Antwerpen-Dam ·
8,3: Antwerpen-Luchtbal ·
9,1: Antwerpen-Noorderdokken ·
11,4: Ekeren ·
12,5: Sint-Mariaburg ·
13,8: Heikestraat ·
15,0: Kapellen ·
19,0: Kapellenbos ·
21,0: Heide ·
22,7: Kijkuit ·
24,0: Kalmthout ·
28,1: Wildert ·
32,1: Essen ·
23,0: Roosendaal ·
15,6: Oudenbosch ·
7,5: Zevenbergen ·
0,0: Moerdijk AR ·
0,0: Lage Zwaluwe
0,0: Roosendaal ·
6,6: Wouw ·
12,5: Bergen op Zoom ·
18,4: Woensdrecht ·
28,2: Rilland-Bath ·
31,5: Krabbendijke ·
Oostdijk ·
38,2: Kruiningen-Yerseke ·
40,3: Vlake ·
44,1: Kapelle-Biezelinge ·
49,2: Goes ·
54,3: 's-Heer Arendskerke ·
Noord Kraaijert ·
64,5: Arnemuiden ·
68,3: Middelburg ·
71,0: Oost Souburg ·
72,0: Vlissingen Souburg ·
73,7: Vlissingen Stad ·
74,4: Vlissingen
Bergen op Zoom · 
Best · 
Boxmeer · 
Boxtel · 
Breda · 
-Prinsenbeek · 
Cuijk · 
Deurne · 
Eindhoven:
-Centraal · 
-Stadion · 
-Strijp-S ·
Etten-Leur · 
Geldrop · 
Gilze-Rijen · 
Heeze · 
Helmond · 
-Brandevoort ·
-Brouwhuis · 
-'t Hout · 
's-Hertogenbosch · 
-Oost · 
Lage Zwaluwe · 
Maarheeze · 
Oisterwijk · 
Oss ·
-West · 
Oudenbosch · 
Ravenstein · 
Roosendaal · 
Rosmalen · 
Tilburg · 
-Reeshof · 
-Universiteit · 
Vierlingsbeek · 
Vught · 
Zevenbergen
Voormalige stations: zie de lijst van voormalige spoorwegstations in Noord-Brabant